# Pierre Joly dit Petit-Prince
Pour les articles homonymes, voir Pierre Joly (homonymie) et Joly.
Pierre Joly dit Petit-Prince, né le 28 janvier 1773 à Daon, mort le 17 avril 1836, est un chef chouan de la Mayenne, particulièrement dans la région de Château-Gontier.

## Biographie
Il fut tourneur sur bois et batelier sur la Mayenne. 
Il est soldat de la virée de Galerne en 1793, chouan de la division de Joseph-Juste Coquereau dès février 1794, il le rejoignit avec 5 Vendéens. 
Il fut présent à la prise de Saint-Laurent-des-Mortiers le 7 août 1794 et grièvement blessé le 9, lors d'une embuscade aux Quatre-chemins, entre Marigné et Daon, par un acte d'héroïsme (seul sur la route face à 200 soldats venus de Château-Gontier). 
Il fut à nouveau blessé à Contigné en décembre 1794. Le 17 janvier 1795, il empêcha Coquereau, après la prise du bourg de Daon, de mettre le feu à l'église transformée en caserne républicaine. 
Cité comme chouan de Daon dans l'été 1799, il fit la campagne de 1799-1800 comme capitaine de la 4e compagnie de la division Gaullier; il servit à nouveau comme capitaine sous ses ordres durant les Cent-Jours. 
Resté défiguré depuis 1794, célibataire en 1816 à Daon où il était garde-champêtre, il prit part à l'Insurrection royaliste dans l'Ouest de la France en 1832 comme capitaine, et mourut le 17 avril 1836.

## Sources et bibliographie
- « Pierre Joly dit Petit-Prince », dans Alphonse-Victor Angot et Ferdinand Gaugain, Dictionnaire historique, topographique et biographique de la Mayenne, Laval, A. Goupil, 1900-1910 [détail des éditions] (BNF 34106789, présentation en ligne)

- Dictionnaire des chouans de la Mayenne, de Hubert La Marle, Association du souvenir de la chouannerie mayennaise, imp. de la manutention, Éditions régionales de l'Ouest, Mayenne, 2005 -  (ISBN 978-2855541211)